# Székásszabadja község
Székásszabadja község (románul: Comuna Ohaba) község Fehér megyében, Romániában. Központja Székásszabadja, beosztott falvai Magyarádtanya, Székás, Székásbesenyő.

## Népessége
A 2011-es népszámlálás adatai alapján a község népessége 757 fő volt.